# Riesi
Riesi est une commune de la province de Caltanissetta, dans la région Sicile, en Italie.

## Histoire
Commune minière, elle est le fief du chef mafieux Giuseppe Di Cristina dont le frère, Antonio, est maire démocrate-chrétien entre 1962 et 1964 et sous-secrétaire du parti dans la province de Caltanissetta.

## Administration
| Période                                  | Période  | Identité                                                  | Étiquette | Qualité                   |
| ---------------------------------------- | -------- | --------------------------------------------------------- | --------- | ------------------------- |
| 26 janvier 2006                          | En cours | Isabella Giusto - Michela La Iacona - Anna Maria Polimeni |           | Commissario Straordinario |
| Les données manquantes sont à compléter. |          |                                                           |           |                           |

Salvatore Chiantia 

### Hameaux
Pas de hameaux

### Communes limitrophes
Barrafranca, Butera, Mazzarino, Pietraperzia, Ravanusa, Sommatino

### Évolution démographique
Habitants recensés